# Ingela Bendt
Ingela Gudrun Harriet Bendt, född 4 mars 1951 i Mjölby församling, Östergötlands län, är en svensk journalist, författare och fotograf. 

## Biografi
I mitten av 1970-talet började Bendt på journalisthögskolan i Stockholm. Sin praktik gjorde hon på Pockettidningen R, där hon efter examen fortsatte frilansa med att skildra utsatthet och utanförskap, bland annat genom wallraffande och de för Pockettidningen R utmärkande djupintervjuerna. Tillsammans med Jim Downing gav hon 1980 ut boken Vi ska tillbaka till vår jord! Palestinska lägerkvinnor i Libanon på Bokförlaget Prisma. Efter att hon slutat på tidningen R har hon frilansat och idag arbetar hon som frilansskribent och fotograf. Hon har även skrivit för barn, bland annat för Kamratposten. Mellan åren 1993 och 2000 gav hon ut tre böcker på Albert Bonniers Förlag. Ingela Bendt har även gjort ett flertal tv- och radioprogram; bland annat var hon medförfattare till TV-serien Det finns inga smålänningar som visades på TV1 1981 och serien Värsta bästa vänner.
Ingela Bendt har suttit i styrelsen för Författarförbundet och i dess internationella utskott. Hon har även varit med i styrelsen för Östersjöns författar- och översättarcentrum i Visby. Idag är hon styrelseledamot i Författarcentrum öst.
Hon har också deltagit på en polarexpedition till ryska Arktis.